# Mount Terror (Washington)
Der Mount Terror ist ein Berg der  Kaskadenkette im Nordwesten des US-Bundesstaates Washington im Whatcom County. Der Gipfel liegt im North Cascades National Park, etwa 15,7 mi (25,3 km) südlich der Grenze zwischen Kanada und den Vereinigten Staaten.

## Nahegelegene Berge
- Mount Triumph
- Mount Despair
- Mount Shuksan
- Mount Blum
- Mount Prophet

Der Mount Terror ist der höchste Gipfel der südlichen Picket Range. Die Pickets gelten als Region der Kaskadenkette mit dem ausgeprägtesten alpinen Charakter. Der Berg wurde erstmals 1932 von William Degenhardt und Herbert Strandberg von den Seattle Mountaineers bestiegen. Dreißig Jahre später führte Ed Cooper den ersten Aufstieg über die schwierigere Nordflanke.